# Siddhi
Siddhi (tyb. དངོས་གྲུབ, Wylie: dngos grub) – w religiach dharmicznych nadnaturalne zdolności powstające w wyniku medytacji. Osoba posiadająca umiejętności posługiwania się tymi nadnaturalnymi mocami to siddha.

## Hinduizm
Mircea Eliade definiuje siddhi za Jogasutrami Patańdźalego jako moce okultystyczne osiągane poprzez praktykowanie sanjamy. Lingapurana (1.813-43) objaśnia przyczynę pojawiania się siddhi jako wynik zniszczenia przez jogina wewnętrznych przeszkód, których miejsce i energię te nadnaturalne moce przejmują.
W tradycji indyjskiej szczególnie cenione umiejętności to 8 wielkich siddhi, będące produktami sfery kosmicznego tamasu i produktami przemian guny tamas.

## Buddyzm
Dzielą się na zwyczajne i ostateczne siddhi. Zwyczajne są nadnaturalnymi zdolnościami fizycznymi oraz psychicznymi. Ostateczne siddhi to rozpoznanie natury Umysłu, czyli oświecenie.